# Andreea Isărescu
Andreea Isărescu (née le 3 juillet 1984 à Bucarest) est une gymnaste artistique roumaine.

## Biographie
Andreea Isărescu remporte aux Jeux olympiques d'été de 2000 à Sydney la médaille d'or du concours général par équipe.
Elle participe aussi au concours général individuel, au saut de cheval et aux barres asymétriques, sans dépasser le stade des qualifications.

## Palmarès

### Jeux olympiques
- Sydney 2000
  -  médaille d'or au concours général par équipes.

### Championnats du monde
- Tianjin 1999
  -  médaille d'or au concours général par équipes.